# Jean-François Dhainaut
Pour les articles homonymes, voir Dhainaut.
Jean-François Dhainaut, né le 24 mars 1947, est un médecin français. Il a été de 2004 à 2007 président de l'université Paris-Descartes puis, de 2007 à 2011, président de l'AERES et de 2011 à 2014, du Haut Conseil des biotechnologies.

## Biographie

### Fonctions hospitalo-universitaires
Interne aux Hôpitaux de Paris en 1973, Jean-François Dhainaut est docteur en médecine de l'université Paris-V en 1977 et docteur en biologie de l'université Paris-XI l'année suivante. Il exerce alors comme cardiologue et réanimateur médical à partir de 1981 avant d'être nommé professeur des universités- praticien hospitalier (PU-PH) en 1988. De 1992 à 2007, il dirige le service de réanimation médicale de l'hôpital Cochin et, à partir de 2002, également celui d’accueil et de traitements des urgences. Son activité de recherche à l'Institut Cochin de 1997 à 2003 porte sur la « physiopathologie et le traitement des infections graves ».
Jean-François Dhainaut est devenu en 2006 professeur consultant de l’Université de Jiao-tong à Shanghai en Chine[réf. nécessaire].

### Autres fonctions
De 1995 à 1999 Jean-François Dhainaut est président du Comité consultatif médical de l'hôpital Cochin et président de la Commission de l’évaluation des enseignements de la Faculté de médecine Cochin. En 1999, il est l'initiateur du Projet Cochin de Pépinière d’entreprises et, en 2000, l'initiateur du Bio-Incubateur Paris Biotech Santé. De 1999 à 2004, il fut le doyen de la faculté Cochin Port-Royal puis, de 2003 à 2007, membre du département Biologie Cellulaire de l'Institut Cochin. Il a été élu président de l’Université Paris Descartes (Paris-V) en 2004 et fut remplacé par Axel Kahn à ce poste en 2008.
Il a dirigé le comité scientifique d'une convention sur la « société du savoir »[Laquelle ?], organisée le 4 octobre 2006 par la ministre de l'enseignement supérieur Valérie Pécresse[Ce passage est incohérent]. En juillet 2007, il est nommé président de l’Agence d'évaluation de la recherche et de l'enseignement supérieur (AERES) par Nicolas Sarkozy ; mandat qu'il occupe jusqu'en mars 2011.
Le 15 juin 2011, il succède à Catherine Bréchignac à la présidence du Haut Conseil des biotechnologies (HCB) ainsi que, le 1er février 2012, à François Lemaire à la présidence de la Délégation interrégionale à la recherche clinique (DIRC) d'Île-de-France.

### L'Arche de Zoé
Le 26 octobre 2007, la justice française a effectué une perquisition au siège de l'association L'Arche de Zoé, 23 rue Hallé à Paris, qui est également la résidence parisienne de Jean-François Dhainaut. Jean-François Dhainaut est par ailleurs le père de Stéphanie Dhainaut-Lefebvre, trésorière puis secrétaire générale de l'Arche de Zoé et directrice adjointe de Paris Biotech Santé.

## Distinctions
- 2009 : Docteur honoris causa de l’université du Québec au Canada.